# كامب سكينر
كامب سكينر (بالإنجليزية: Camp Skinner) هو لاعب كرة قاعدة أمريكي، ولد في 25 يونيو 1897، وتوفي في 4 أغسطس 1944.